# 范以锦
范以锦（1946年—），男，广东大埔人，生于马来亚，中华人民共和国新闻工作者，曾任南方日报社社长、总编辑，南方报业传媒集团董事长，中华全国新闻工作者协会副主席。